# Michelle Malkin

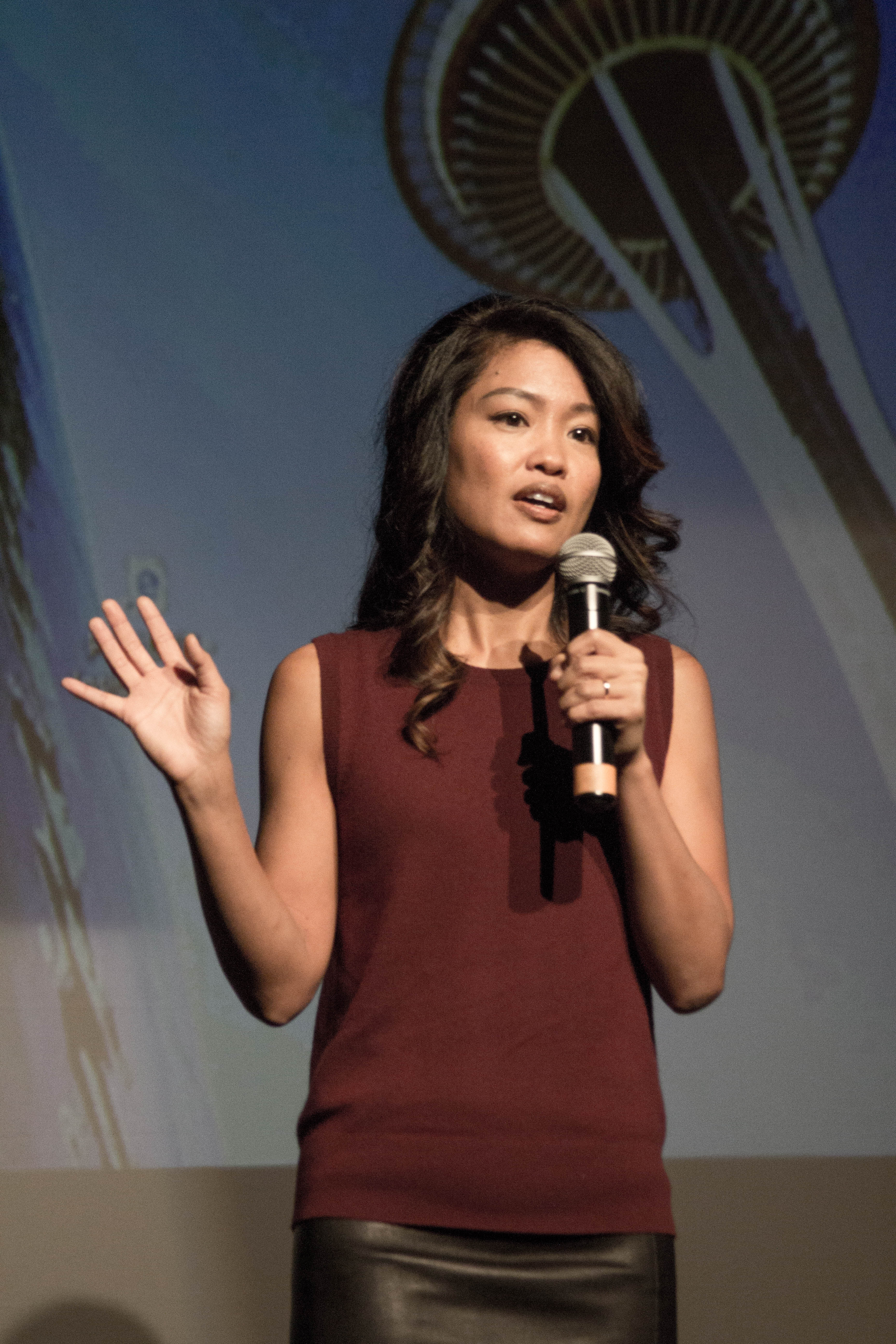
Michelle Malkin, 2016

Michelle Malkin (* 20. Oktober 1970 in Philadelphia, Vereinigte Staaten als Michelle Maglalang) ist eine konservative amerikanische Autorin, Kolumnistin und Bloggerin philippinischer Abstammung.

## Biografie
Malkin wurde 1970 als Kind philippinischer Einwanderer in Philadelphia geboren; ihr Vater war Arzt und ihre Mutter Lehrerin. Sie wuchs in New Jersey auf und machte am Oberlin College ihren Abschluss als Journalistin.
Sie arbeitete unter anderem als Kolumnistin bei der Los Angeles Daily News und später der Seattle Times.
Sie ist seit 1993 mit Jesse Malkin verheiratet und hat zwei Kinder.
Malkin ist häufig als Gast und Kommentatorin in politischen Diskussionssendungen amerikanischer Nachrichtensender, insbesondere Fox News, zu sehen und fungierte unter anderem als Gastmoderatorin der Sendung O’Reilly Factor von Bill O’Reilly.
Seit 2002 schreibt Malkin für die Anti-Einwanderungs-Website VDARE.
2004 startete Malkin ihren ersten politischen Blog, der sich als einer der einflussreichsten konservativen Blogs der Vereinigten Staaten etablierte. Im Jahr 2006 folgte der HotAir-Blog, welchen sie als „Internet-Rundfunk für Konservative“ bezeichnet und der ebenfalls populär wurde.
Seit einigen Jahren ist Malkin Tea-Party-Aktivistin.
2007 befand sich Malkin in einem heftigen Streit mit ihrem Fox-Kollegen Geraldo Rivera. Malkin sagte, sie werde zur Sendung O’Reilly Factor, nicht zurückkehren. Fox News habe den Streit mit Geraldo nicht gut gemanagt. Dieser hatte im Interview mit dem Boston Globe gesagt, dass „Michelle Malkin is the most vile, hateful commentator I've ever met in my life. She actually believes that neighbors should start snitching out neighbors, and we should be deporting people.“ (Michelle Malkin ist die abscheulichste, hasserfüllteste Kommentatorin, die ich je in meinem Leben getroffen habe. Sie glaubt tatsächlich, dass Nachbarn sich gegenseitig ausspionieren sollten und wir Menschen abzuschieben sollten),
. Außerdem sagte er: , „It's good she's in D.C., and I'm in New York. I'd spit on her if I saw her.“ (Es ist gut, dass sie in Washington D.C. ist und ich in New York, ich würde sie anspucken, sähe ich sie) Später entschuldigte er sich dafür.

## Politische Ansichten
Malkin gilt als ausgesprochen rechtskonservative Kolumnistin.
Sie ist für ihre harte Haltung in Bezug auf illegale Immigration und des Umgangs mit dem globalen Terrorismus bekannt.
So lehnt sie zum Beispiel „anchor babies“ (Kampfbegriff für Kinder, die angeblich zum Zwecke des Erwerbs der amerikanischen Staatsbürgerschaft auf amerikanischem Territorium zur Welt gebracht werden, um so für die Familie das Bleiberecht erschleichen zu können) als Mittel der Immigration ab und plädiert für eine scharfe Überwachung von Muslimen in den USA zur Vorbeugung von Terroranschlägen. In diesem Zusammenhang verteidigt sie auch die Internierung japanischstämmiger Amerikaner während des Zweiten Weltkrieges; auf diese Weise solle auch mit Muslimen verfahren werden. Laut ihr stehe das Überleben der Nation in Kriegszeiten über allem, weshalb zivile Freiheiten nicht unantastbar seien. Zudem ist sie eine Befürworterin von Racial Profiling. In einem Artikel in der Jewish World Review griff sie Befürworter des Säkularismus an und nannte sie Snobs.

## Schriften
- Invasion: How America Still Welcomes Terrorists, Criminals, and Other Foreign Menaces. Regnery Publishing, Washington, D.C. 2002. ISBN 0-89526-075-1.
- In Defense of Internment: The Case for „Racial Profiling“ in World War II and the War On Terror. Regnery Publishing, Washington, DC 2004. ISBN 0-89526-051-4.
- Unhinged: Exposing Liberals Gone Wild. Regnery Publishing, Washington, DC 2005. ISBN 0-89526-030-1.
- Culture of Corruption: Obama and his Team of Tax Cheats, Crooks, and Cronies.  Regnery Publishing, Washington, DC 2009. ISBN 978-1-59698-109-6.